# Lindacatalina sumacensis
Lindacatalina sumacensis is een krabbensoort uit de familie van de Pseudothelphusidae. De wetenschappelijke naam van de soort is voor het eerst geldig gepubliceerd in 1998 door Rodríguez & von Sternberg.